# Memory Wars
Als Memory Wars („Erinnerungskriege“) wurden die wissenschaftlichen und gesellschaftlichen Kontroversen in den 1990er Jahren über die Zuverlässigkeit verdrängter Erinnerungen bezeichnet. Der Streit wurde zwischen Vertretern des sogenannten „Recovered Memory Movements“ und der sich als Reaktion gebildeten Vertreter des „False Memory Syndrome“ geführt.

## Vorgeschichte

### Recovered Memory Movement
Dies führte zu einer massiven Gegenreaktion, aus der sich die „recovered memory“ Bewegung entwickelte. In den 1970er und 1980er Jahren erschienen u. a. The Courage to Heal von Ellen Bass und Laura Davis (in Deutschland erschienen unter dem Titel: Trotz allem), Secret Survivors von Sue E. Blume und Repressed Memories von Renée Fredrickson. Bücher zu dem Thema erreichten hohe Auflagezahlen und wurden vielfach von Therapeuten zur Unterstützung ihrer Therapien herangezogen.

## Memory Wars
Als die Zahl der beschuldigten Eltern immer weiter stieg, begannen mehrere renommierte Wissenschaftler im Feld der Psychologie, sich gegen die Idee unterdrückter Erinnerungen auszusprechen. In einem Artikel im American Psychologist wies die Gedächtnisforscherin Elizabeth Loftus 1993 darauf hin, dass wenig oder gar keine wissenschaftlichen Beweise die Idee unterdrückter Erinnerungen stützten. Niemand wisse, wie häufig traumatisierte Menschen Erinnerungen unterdrücken oder wie genau die Erinnerungen funktionierten. In Anbetracht der gegen mutmaßliche Täter geführten Prozesse fand Loftus diesen Mangel an Beweisen beunruhigend. Sie schrieb: „Wenn wir uns von der Privatsphäre der Therapiesitzung, in der die Realität des Klienten die einzige relevante Realität sein kann, in den Gerichtssaal bewegen, in dem es nur eine einzige Realität geben kann, dann haben wir als Bürger in einer demokratischen Gesellschaft das Recht zu fundierteren Beweisen.“
Bereits 1992 hatten beschuldigte Eltern die „False Memory Syndrome Foundation“ (FMSF) gegründet, um sich gegen die Klagen ihrer Kinder und gegen die recovered memory-Therapie zu wehren. Teilweise traten auch Frauen bei, die sich einer recovered memory-Therapie unterzogen hatten aber später erkannt hatten, dass sie Erinnerungen entwickelt hatten, denen keine realen Ereignisse zugrunde lagen. Sogenannte „Rückzieher“ verklagten nun ihre Therapeuten. Diese Auseinandersetzung ging unter Bezeichnung memory wars in die Geschichte der Psychologie und Psychotherapie ein.

## Stand der Wissenschaft ab 2010
Bis heute herrschen zwischen psychotherapeutisch arbeitenden Praktikern unterschiedliche Auffassungen wie groß das Phänomen der Verdrängung in der Praxis wirklich ist. Wissenschaftlich gilt als gesichert, dass Menschen sich auch an Ereignisse zu erinnern glauben, die sie nicht erlebt haben und das Phänomen der „false memories“ real beobachtet werden kann.
2019 erschien eine Studie für die über 2000 repräsentativ ausgewählte Erwachsene befragt wurden, die eine Psychotherapie absolviert hatten. Von den Befragten berichteten ca. 5 %, dass in der Therapie eine Erinnerung an erlebten sexuellen Missbrauch „wiederentdeckt“ worden war, von der die Betreffenden vorher nichts gewusst hatten. Skaliert auf die Gesamtbevölkerung der USA entspricht das rund 9 Millionen Fällen.